# Kambja (gemeente)
Kambja (Estisch: Kambja vald) is een gemeente in het zuiden van de Estlandse provincie Tartumaa. De gemeente telde 13.705 inwoners op 1 januari 2023 en heeft een oppervlakte van 275,12 vierkante kilometer. De hoofdplaats is Ülenurme.
De gemeente in zijn huidige vorm ontstond in oktober 2017 uit een fusie van de gemeenten Kambja en Ülenurme.
De spoorlijn Tartu - Petsjory loopt door de gemeente. Ülenurme, Uhti, Reola, Vana-Kuuste en Rebase hebben een station aan deze lijn. Bij Reola ligt de luchthaven van Tartu.

## Plaatsen
De gemeente telt:
- vijf plaatsen met de status van alevik (vlek): Kambja, Külitse, Räni, Tõrvandi en Ülenurme;
- veertig plaatsen met de status van küla (dorp): Aakaru, Ivaste, Kaatsi, Kammeri, Kavandu, Kodijärve, Kõrkküla, Kullaga, Laane, Lalli, Läti, Lemmatsi, Lepiku, Madise, Mäeküla, Oomiste, Õssu, Paali, Palumäe, Pangodi, Pühi, Pulli, Raanitsa, Rebase, Reola, Reolasoo, Riiviku, Sipe, Sirvaku, Soinaste, Soosilla, Sulu, Suure-Kambja, Talvikese, Tatra, Täsvere, Uhti, Vana-Kuuste, Virulase en Visnapuu.

Stadsgemeente: Tartu

Landgemeenten: Elva · Kambja · Kastre · Luunja · Nõo · Peipsiääre · Tartu vald